# 塞爾希伊夫卡 (亞歷山德里亞市鎮)
50°43′10″N 26°18′0″E / 50.71944°N 26.30000°E
塞爾希伊夫卡（烏克蘭語：Сергіївка），是烏克蘭西北部里夫内州里夫内区亚历山德里亚市镇的村落。面積0.19平方公里，海拔高度190米，2001年人口94，人口密度每平方公里489.6人。